# Dypsis malcomberi
Espèce
Statut de conservation UICN

 EN B1ab(v)+2ab(v); D : En danger
Dypsis malcomberi est une espèce de plantes de la famille des Arecaceae.

## Publication originale
- Palms of Madagascar 165–167. 1995.